# Гивенс, Робин
Робин Симона Гивенс (англ. Robin Simone Givens, род. 27 ноября 1964) — американская актриса, писательница и бывшая модель.

## Карьера
Робин Гивенс работала в качестве фотомодели в период своего обучения в Гарвардской высшей школе искусств и наук, а в 1985 году дебютировала на телевидении в эпизоде популярного ситкома «Шоу Косби». После она снялась в телефильме «Мадам с Беверли-Хиллз» вместе с Фэй Данауэй, а в 1986 году получила свою самую известную в карьере роль — Дарлин Мерримен в комедийном сериале телеканала ABC «Староста класса», который транслировался на протяжении пяти сезонов и завершился в 1991 году. В 1989 году, в перерыве между съемками в шоу, она снялась вместе с Опрой Уинфри в историческом мини-сериале «Женщины поместья Брюстер», а после его завершения — в фильмах «Ярость в Гарлеме» (1991) с Форестом Уитакером и «Бумеранг» (1992) с Эдди Мёрфи. В 1994 году она появилась на обложке журнала Playboy, а в следующем году была включена в список ста самых сексуальных в истории кино по версии журнала Empire.
Во второй половине девяностых карьера Гивенс пошла на спад и она снималась в основном в не успешных проектах. Она снялась в недолго просуществовавшем сериале «Здание суда» с Патришей Уэттиг в 1995 году, а после вернулась к жанру ситкома с главной ролью в комедии «Искры».
У Гивенс была заметная роль в фильме 2008 года «Семья охотников» с Элфри Вудард и Кэти Бэйтс в главных ролях. Также она была гостем в таких сериалах как «Игра», «До смерти красива», «Чак» и «Пригород».

## Личная жизнь

### Браки
7 февраля 1988 года Робин Гивенс вышла замуж за боксера Майка Тайсона и они не заключали брачного контракта. Их брак широко освещался в прессе, а в мае 1988 года их брак начал распадаться после того, как у актрисы случился выкидыш. Гивенс утверждала, что из-за этого Тайсон начал её избивать, а тот говорил что она хочет его денег. В итоге в феврале 1989 года они наконец развелись и Гивенс получила десять миллионов от его капитала, а также негативную реакцию в прессе со стороны афроамериканского населения. Часто её называли в прессе «Самой ненавистной женщиной Америки».
В 1993 году Гивенс усыновила своего первого ребёнка, сына Майкла. В 1999 году у неё родился второй сын, Уильям, от бывшего любовника Мерфи Дженсена. В 1997 году она вышла замуж за теннисного инструктора Светозара Маринковича, но подала на развод спустя несколько месяцев.

### Проблемы с законом
В январе 2004 года Гивенс тяжело ранила 89-летнюю старушку, находясь за рулем внедорожника, проезжая в Майами, штат Флорида. Та обвинила её, однако после не стала продолжать судебный процесс. В июне того же года пострадавшая подала иск на актрису с требованием выплатить неопределенную сумму денег.
7 мая 2009 года Налоговая служба подала в суд на Гивенс из-за неоплаченных ею федеральных подоходных налогов на общую сумму $ 292 000, которые включают в себя пени и штрафы.

## Избранная фильмография
| Год       |    | Русское название                         | Оригинальное название               | Роль                   |
| --------- | -- | ---------------------------------------- | ----------------------------------- | ---------------------- |
| 1978      | ф  | Виз                                      | The Wiz                             | гостья на вечеринке    |
| 1985      | с  | Шоу Косби                                | The Cosby Show                      | Сюзанна                |
| 1985      | с  | Направляющий свет                        | Guiding Light                       | Диана                  |
| 1986      | тф | Мадам с Беверли-Хиллз                    | Beverly Hills Madam                 | Эйприл Бакстер         |
| 1986      | с  | Различные ходы                           | Diff’rent Strokes                   | Энн                    |
| 1986      | с  | Марлоу: Частный сыщик                    | Philip Marlowe, Private Eye         | Токен Уэр              |
| 1986—1991 | с  | Староста класса                          | Head of the Class                   | Дарлин Мерримен        |
| 1989      | тф | Пентхаус                                 | The Penthouse                       | Дайна Сент-Клер        |
| 1989      | с  | Женщины поместья Брюстер                 | The Women of Brewster Place         | Кисвана / Мелани Браун |
| 1991      | ф  | Ярость в Гарлеме                         | A Rage in Harlem                    | Имабель                |
| 1992      | ф  | Бумеранг                                 | Boomerang                           | Жаклин Бройер          |
| 1992      | с  | Улица Ангелов                            | Angel Street                        | детектив Анита Кинг    |
| 1994      | ф  | Иностранный студент                      | Foreign Student                     | Эйприл                 |
| 1994      | ф  | Бланкмэн                                 | Blankman                            | Кимберли Джонз         |
| 1995      | тф | Опасные намерения                        | Dangerous Intentions                | Кайя Феррар            |
| 1995      | с  | Принц из Беверли-Хиллз                   | The Fresh Prince of Bel-Air         | Дениз                  |
| 1995      | с  | Здание суда                              | Courthouse                          | Сюзанна Грэм           |
| 1996      | тф | Лицо                                     | A Face to Die For                   | Клаудия                |
| 1996      | с  | В доме                                   | In the House                        | Алекс Питерсон         |
| 1996—1998 | с  | Искры                                    | Sparks                              | Вильма Катберт         |
| 1997      | с  | Мойша                                    | Moesha                              | Ладонна                |
| 1999      | тф | Майкл Джордан: Американский герой        | Michael Jordan: An American Hero    | Хуанита Ваной          |
| 2000      | ф  | Всё в порядке, Джейк                     | Everything’s Jake                   | издатель               |
| 2000      | тф | Неудержимые                              | The Expendables                     | Рэнди                  |
| 2002      | ф  | Книга любви                              | Book of Love                        | Айанна                 |
| 2002      | в  | Антитело                                 | Antibody                            | доктор Рэйчел Саверини |
| 2003      | ф  | Глава государства                        | Head of State                       | Ким                    |
| 2003      | ф  | Полночь — время умирать                  | A Good Night to Die                 | Дана                   |
| 2003      | ф  | Хроники любви                            | Love Chronicles                     | Монифа Берли           |
| 2003      | тф | Голливудские жёны                        | Hollywood Wives: The New Generation | Киндра                 |
| 2003—2004 | с  | Один на один                             | One on One                          | Шейла                  |
| 2008      | ф  | Семья охотников                          | The Family That Preys               | Эбби                   |
| 2008      | с  | Игра                                     | The Game                            | играет себя            |
| 2008      | с  | Дом семейства Пэйн                       | Tyler Perry’s House of Payne        | Таня                   |
| 2008      | с  | Все ненавидят Криса                      | Everybody Hates Chris               | Стейси                 |
| 2010      | с  | До смерти красива                        | Drop Dead Diva                      | Энн Симпсон            |
| 2010      | с  | Никита                                   | Nikita                              | Мэри Миракл            |
| 2011      | с  | Чак                                      | Chuck                               | Джейн Бентли           |
| 2012      | с  | Пригород                                 | Suburgatory                         | Талса                  |
| 2012      | с  | В 35 — на пенсию                         | Retired at 35                       | доктор Келлер          |
| 2013      | с  | 90210: Новое поколение                   | 90210                               | Шерил Харвуд           |
| 2013      | с  | Социопат                                 | Twisted                             | Джуди                  |
| 2016      | ф  | Идеальный выбор                          | The Perfect Match                   | Женева                 |
| 2016      | ф  | Бог не умер 2                            | God’s Not Dead 2                    | директор Кинни         |
| 2016      | с  | Мужчина ищет женщину                     | Man Seeking Woman                   | Вики Клаус             |
| 2016      | с  | Люцифер                                  | Lucifer                             | Лейла Симмс            |
| 2017—2018 | с  | Однажды в сказке                         | Once Upon a Time                    | Юдора                  |
| 2017—2021 | с  | Ривердейл                                | Riverdale                           | Сиерра Маккой          |
| 2018      | ф  | Господь, благослови этот извилистый путь | God Bless the Broken Road           | Карина Уильямс         |
| 2018      | с  | Святые и грешники                        | Saints & Sinners                    | Вильгельмина Хейворт   |
| 2018      | с  | Дерзкие и красивые                       | The Bold and the Beautiful          | доктор Филлипс         |
| 2019      | ф  | Тропа                                    | Gully                               | Ирма                   |
| 2019      | с  | Правосудие                               | The Fix                             | Джулианна Джонсон      |
| 2019      | с  | Амбиции                                  | Ambitions                           | Стефани Карлайл        |
| 2019—2022 | с  | Шаг вперёд: Прилив                       | Step Up                             | Дана                   |
| 2020      | с  | Кэти Кин                                 | Katy Keene                          | Сиерра Маккой          |
| 2021—2022 | с  | Бэтвумен                                 | Batwoman                            | Джада Джет             |
| 2022      | ф  | Кими                                     | Kimi                                | мать Анджелы           |